# Richmond Renegades (SPHL)
Richmond Renegades byl profesionální americký klub ledního hokeje, který sídlil v Richmondu ve Virginii. V letech 2006–2009 působil v profesionální soutěži Southern Professional Hockey League. Renegades ve své poslední sezóně v SPHL skončily v základní části. Své domácí zápasy odehrával v hale Richmond Coliseum s kapacitou 11 088 diváků. Klubové barvy byly modrá a zlatá.

## Přehled ligové účasti
Zdroj: 
- 2006–2009: Southern Professional Hockey League